# 片岡市蔵 (5代目)
五代目 片岡 市蔵（ごだいめ かたおか いちぞう、1916年（大正5年）2月10日 -1991年（平成3年）6月30日）は歌舞伎役者。本名は片岡 太郎（かたおか たろう）。屋号は松島屋、定紋は銀杏丸。俳名は我升。東京市出身。

## 来歴
- 1916年（大正5年）2月10日、四代目片岡市蔵の子として生まれる。
- 1922年（大正11年）1月、新富座『吉様参由縁音信』（湯灌場吉三）の子役で初舞台
- 1934年（昭和9年）10月、歌舞伎座『桐一葉』の片桐出雲守で五代目片岡市蔵を襲名、名題昇進。
- 1991年（平成3年）6月30日、営団地下鉄千代田線湯島駅でホームから転落事故死。

## 芸風・人物
名脇役として知られる。
戦後は七代目松本幸四郎一座に入り、幸四郎没後は十一代目市川團十郎門下に入っている。
『天衣紛上野初花』（河内山）の北村大膳、『一谷嫩軍記』（熊谷陣屋）の平山武者所や梶原景高、『仮名手本忠臣蔵』の鷺坂伴内など当たり役も多い。事故死した1991年の6月歌舞伎座『鬼一法眼三略巻・一条大蔵譚』の八剣勘解由役が最後の舞台となった。

## 家族
子供は3人おり、長男が六代目片岡市蔵、次男が四代目片岡亀蔵、
長女は落語家の春風亭一朝の元へ嫁いでいる。